# Османска династия
Османска династия (на турски: Osmanlı Hanedanı, Osmanoğulları) е династията на султаните на Османската империя.

## Титулатура
Божественият мандат на султана е отразен в съответните титли, например „сянка на Бог на Земята“ (на арабски: ظل الله في العالم ẓıll Allāh fī'l-ʿalem) и „халиф на лицето на Земята“ (на арабски: خلیفه روی زمین Ḫalife-i rū-yi zemīn). Всички служби се заемат по негова заповед, а всички закони се издават от негово име като фермани (на арабски: فرمان). Той е върховен главнокомандващ и официален собственик на всички земи.
Светската титла на владетеля е падишах, а неговите укази се наричат хатишериф, хатихумаюн или само хат.

## История

### Легенда
Според официално-легендарната версия за произхода на т.нар. османци или още и османски турци, те били огузи от племето Кайъ, което някога живеело в Централна Азия в по-точно в областта на Балх. Бягайки от нашествието на монголите по времето Монголската империя, племето мигрира на запад, където неговите водачи се поставили под васалитета и закрилата на Джелал ад-Дин Манкбурн в Хорезм. След това малкото огузко племе Кайъ начело с Ертогрул се преселило в Иконийския султанат при управлението на Кей-Кубад I, който предоставил на войнственото племе малко владение около Сьогют в Северозападна Мала Азия, на границата с Византия
В „Изследване на историята“ Арнълд Тойнби включва османската империя и култура към византийската източноправославна цивилизация.

### Разцвет
През 1517 г. османският султан Селим I унищожава държавата на мамелюците в Египет, завладява Ерусалим, Мека и Медина и се обявява за халиф на правоверните мюсюлмани. От 1517 г. до 1924 г. османските султани са и халифи, поради което са в непрекъснати войни със Сефевидите на изток. По този повод е сключен френско-османски алианс. Същевременно Англия подкрепя Сефевидите в Ориента и така е включително и по време на англо-френската война, т.е. по времето на т.нар. стар ред във Франция.

### Край на управлението
След разгрома на Османската империя, която участва на страната на Централните сили в Първата световна война, за да спаси западните си малоазийски владения и черноморските проливи от влизането им в състава на Кралство Гърция или поставянето им под международен статут от страна на Антантата, Кемал Ататюрк се обявява за „баща на турците“ и премахва османската династия и титулатура от държавните атрибути, налагайки нов светски статус на Турция, която инак е правоприемник на Османската империя.

## Държавно устройство
По време на голяма част от съществуването си Османската империя е абсолютна монархия. Към втората половина на XV век султанът е на върха на държавната йерархия и упражнява политическа, военна, съдебна, социална и религиозна върховна власт, със съответната титла. Той отговаря само пред Бог и изпълнява ислямския закон (шариат).
След превземането на Константинопол през 1453 от Мехмед II, османските султани започват да се възприемат като наследници на Римската империя и това обяснява използването понякога на титлата цезар (на арабски: قیصر Qayser) на Рум и император, заедно с титлата халиф.[b] Всеки нов султан, възкачил се на трона, бива тържествено препасван с меча на Осман в тържествена церемония, сравнима с европейските коронации. Ако не е преминал церемонията, султанът няма право да включва децата си в линията на наследяване.
Абсолютната на теория власт на султана е ограничена на практика от намесата на влиятелни членове на династията, на военната и бюрократичната върхушка, както и на религиозните лидери. Към края на XVI век ролята на османските султани в управлението на империята започва да намалява в периода 1550 –  1700, когато управляват поредица от слаби султани. Макар и да нямат право да наследяват трона, жените от имперския харем и по-специално майката на султана Валиде султан също играят значителна роля в политическите решения по време на т.нар. Султанат на жените.
По времето на Абдул Хамид II се установява конституционна монархия през Първата конституционна епоха. През 1878 г. обаче султанът разпуска парламента и възстановява абсолютизма. През 1908 г. при Младотурската революция конституцията е възстановена и парламентът възобновява заседанията си, а Абдул Хамид II е детрониран и изпратен в изгнание.
От 2017 глава на Османската династия е Dündar Ali Osman, правнук на Абдул Хамид II.

## Османски султани
Не бива да се бъркат или смесват османските с иконийските султани (виж и Настрадин Ходжа).